# Légion de l'Est
 (juillet 2014).
Si vous disposez d'ouvrages ou d'articles de référence ou si vous connaissez des sites web de qualité traitant du thème abordé ici, merci de compléter l'article en donnant les références utiles à sa vérifiabilité et en les liant à la section « Notes et références ».
Les légions de l'Est (en allemand Ostlegionen ou Ostgruppen) étaient des unités de la Wehrmacht constituées de conscrits ou de volontaires qui étaient des prisonniers de guerre ou des hommes venant des territoires occupés par le Troisième Reich à l'est, principalement de l'Union soviétique. Ces unités étaient en général pauvrement dotées, armées et traitées et n'équivalaient pas à des unités allemandes similaires.

## Historique
La 162e division d'infanterie allemande, en Pologne, eut la charge de recruter et de former ces six légions. Elle recruta et forma ainsi 82 bataillons. Au total sur les 98 bataillons qui furent levés, 80 servaient sur le front de l'Est ou dans les Balkans. Douze furent plus tard transférés en France et en Italie en 1943.  
On les retrouva ainsi en divisions fixes postées sur le mur de l'Atlantique dont la Normandie lors du débarquement allié le 6 juin 1944 (éléments des 243e et 709e divisions statiques). D'autres unités étaient intégrées à de plus vastes unités allemandes chargées de la lutte contre le Maquis, se montrant brutales avec la population civile, comme ceux servant dans la Brigade Jesser. Certains déserteront. 
À la fin de la guerre, les autorités françaises renvoyèrent en URSS ceux qui avaient été faits prisonniers.

## Forces
- Armée de libération russe - 70 bataillons
- Armée de libération ukrainienne
- Légion arménienne - 11 bataillons
- Légion géorgienne - 14 bataillons géorgiens
- Légion musulmane caucasienne - 5 bataillons de nord-caucasiens, composés d’Azerbaïdjanais, de Tchétchènes, etc.
- Légion du Turkestan - 34 bataillons d’Asie centrale, comprenant des Turkmènes, des Ouzbeks, des Kazakhs, etc.
- Légion des Tatars de la Volga  - 8 bataillons tatares

## Ostbataillonen
Ces formations, de la taille d'un bataillon, portaient l'uniforme allemand et étaient principalement utilisées pour des actions contre la Résistance et des taches de garde ou surveillance sur les lignes arrière. Elles n'étaient pas indépendantes et étaient en général intégrées à des unités allemandes.
Mises sur pied d'abord par des initiatives personnelles de commandants militaires allemands, ces unités furent ensuite officialisées et formalisées. À la fin de 1943, elles comprenaient 427 000 volontaires, soit en nombre l'équivalent de 30 divisions allemandes.

## Photos

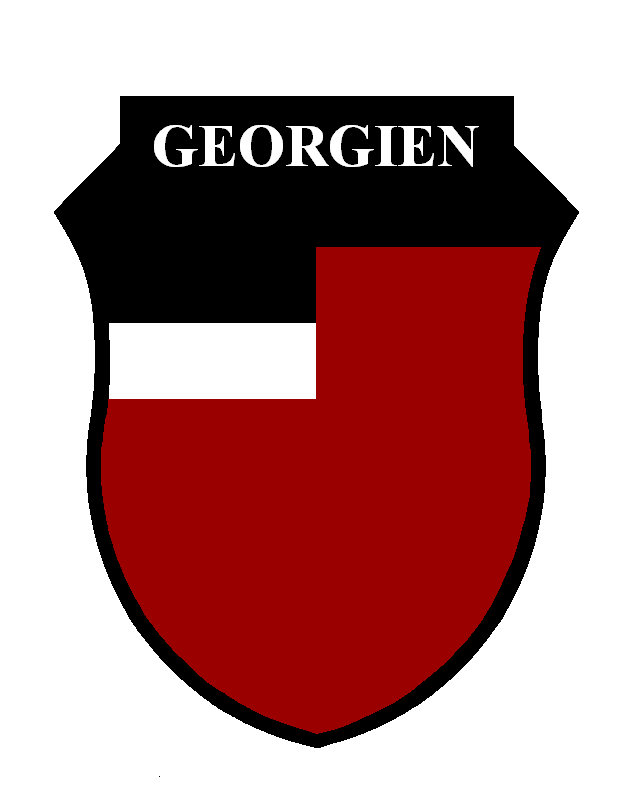
Insigne de la Légion géorgienne, reprenant les couleurs de la première république indépendante de Géorgie.
Emblème de la légion de Turkestan.
Emblème de la légion des Tatars de la Volga.
Emblème de la légion musulmane caucasienne.
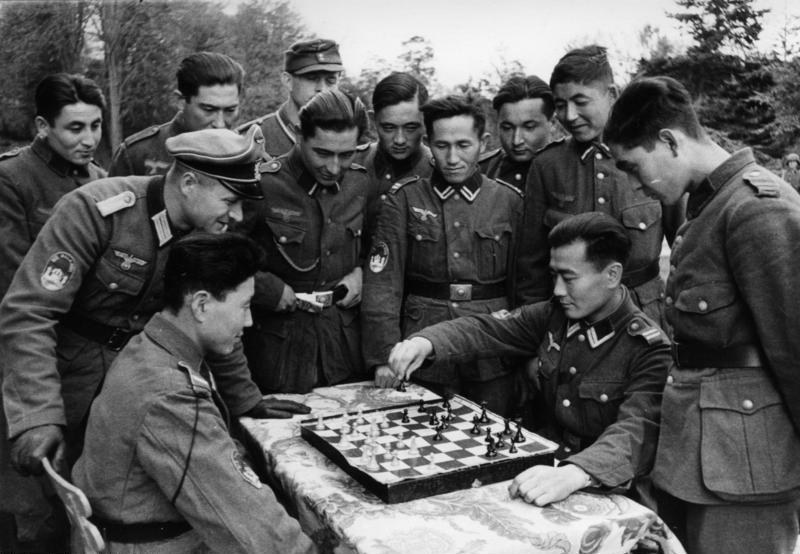
Soldats de la légion du Turkestan.
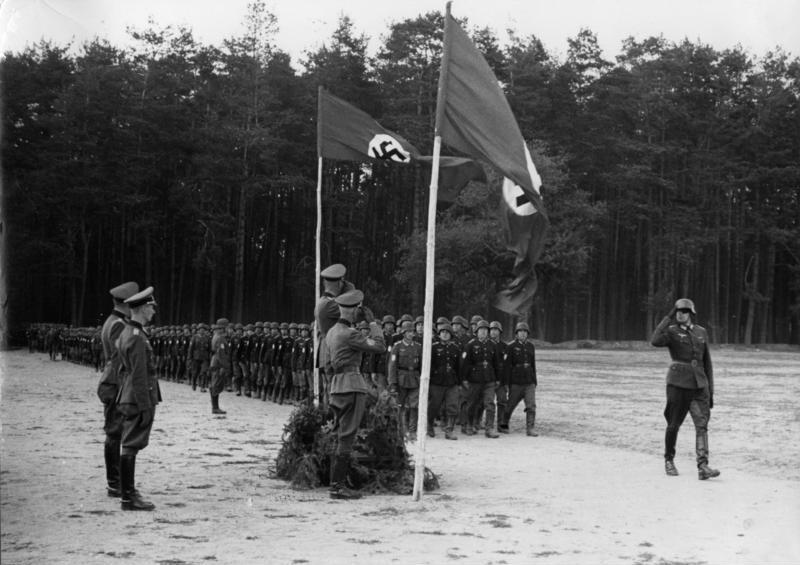
Tatars de la Volga.
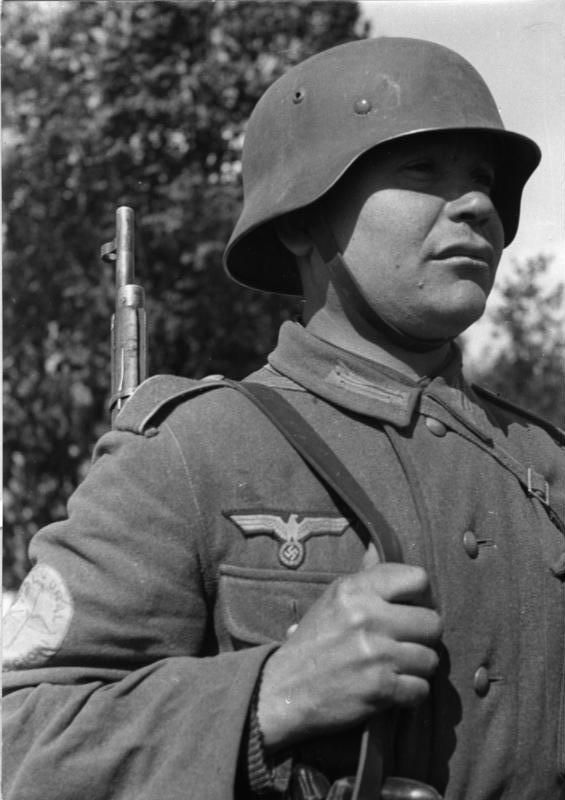
Soldat de la légion tatare.
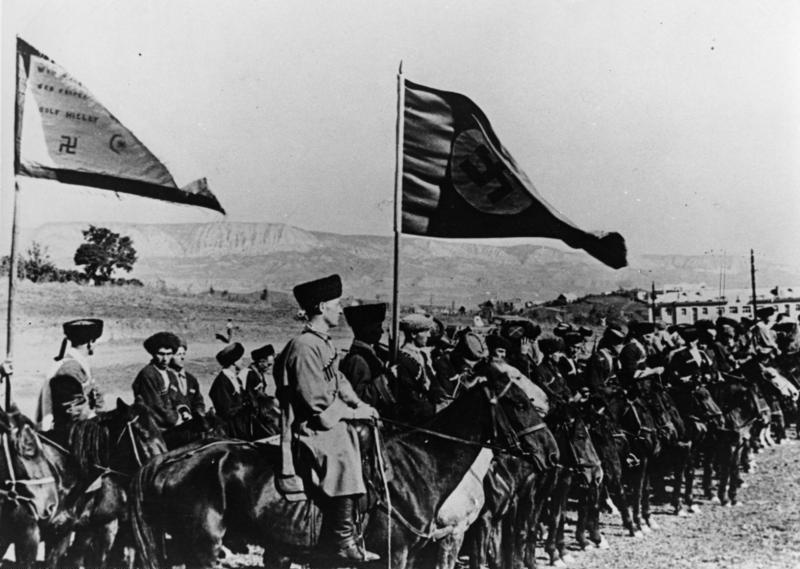
Cosaques de la Wehrmacht.

## Source
- (en) Cet article est partiellement ou en totalité issu de l’article de Wikipédia en anglais intitulé « Ostlegionen » (voir la liste des auteurs).